# 아시나라섬

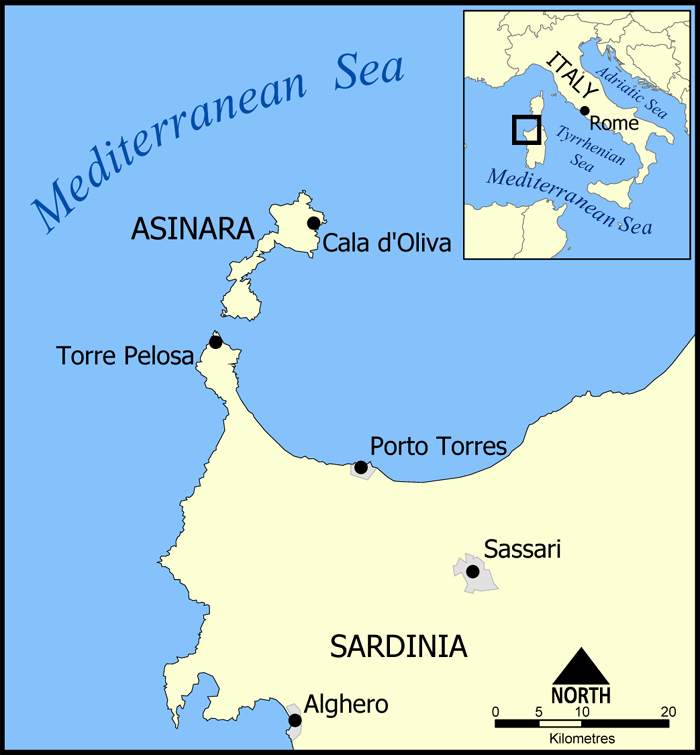
지도

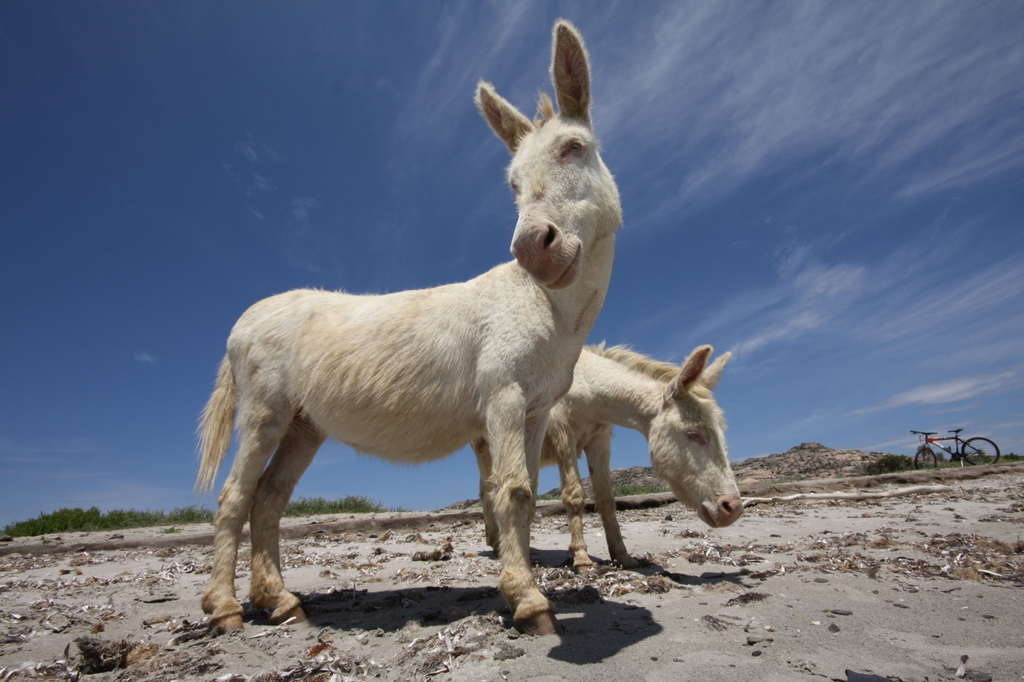
알비노 당나귀.

아시나라섬(Asinara)은 면적이 52km2인 이탈리아의 섬이다. 이 섬의 이름은 이탈리어로 "당나귀가 사는"을 의미하지만 부비강을 뜻하는 라틴어 낱말 sinuaria에서 기원하는 것으로 여겨진다. 이 섬은 사실상 무인도이다. 2001년 인구 조사에 따르면 오직 1명만이 거주하고 있다. 이 섬은 사르데냐의 북서쪽 끝에서 거리를 두고 위치해 있으며 가파른 암석해안이 있는 등 지질학적으로 산맥이 있는 섬이다. 깨끗한 물이 부족하기 때문에 나무가 거의 없으며 낮은 덤불이 식생을 지배하고 있다. 이탈리아의 국립공원 시스템의 일부인 이 섬은 최근 천연보호구역이자 해양보호구역으로 전환되었다.